# Жибоу
Жибоу (на румънски: Jibou) е град в окръг Сълаж, северозападна Румъния. Населението му е 10 407 души (по данни от преброяването от 2011 г.).
Разположен е на 186 m надморска височина в историческата област Трансилвания, на 59 km северозападно от Клуж-Напока. Селището се споменава за пръв път през 1219 година, когато е част от територията на Унгария. По-късно то е владение на видната фамилия Вешелени. Присъединено е към Румъния през 1919 година, като днес около 11% от жителите на града са етнически унгарци.